# Vòng loại Giải vô địch bóng đá thế giới 2010 – Khu vực châu Á (Vòng 2)
Các trận đấu thuộc vòng thứ hai của vòng loại Giải vô địch bóng đá thế giới 2010 khu vực châu Á diễn ra từ ngày 9 đến ngày 18 tháng 10 năm 2007.

## Thể thức
Tám đội tuyển vượt qua vòng 1 có thứ hạng thấp nhất trong danh sách tham dự của AFC sẽ được chia thành bốn cặp đấu, mỗi cặp thi đấu theo thể thức loại trực tiếp hai lượt trận trên sân nhà và sân khách. 4 đội chiến thắng sẽ giành quyền vào vòng 3 cùng với 11 đội thắng vòng 1 có thứ hạng cao hơn và năm đội được xếp hạng 1–5 được miễn thi đấu ở vòng này. 

## Lịch thi đấu
Lịch thi đấu như sau.
| Lượt đấu | Các ngày               |
| -------- | ---------------------- |
| Lượt đi  | 9–10 tháng 11 năm 2007 |
| Lượt về  | 18 tháng 11 năm 2007   |

## Bốc thăm
Lễ bốc thăm phân cặp cho vòng loại thứ hai diễn ra vào ngày 6 tháng 8 năm 2007 tại trụ sở AFC ở Kuala Lumpur, Malaysia.
Trong số 19 đội tuyển vượt qua vòng đầu tiên, 11 đội có thứ hạng cao nhất trong danh sách tham dự của AFC sẽ được vào thẳng vòng 3 mà không cần phải thi đấu ở vòng này (thứ hạng tổng thể của các đội tuyển trên bảng xếp hạng của AFC tại vòng loại FIFA World Cup 2006 được hiển thị trong ngoặc đơn ở bên dưới). Mỗi cặp đấu sẽ bao gồm một đội thuộc nhóm có thành tích tốt thứ 12–15 và một đội thuộc nhóm có thành tích tốt thứ 16–19. Vì lễ bốc thăm của vòng 2 diễn ra cùng ngày với lễ bốc thăm của vòng 1, thứ tự của các cặp đấu hoàn toàn được xác định thông qua thứ hạng hạt giống, và danh tính của các đội tuyển phải thi đấu ở vòng 2 chỉ được xác định sau khi vòng 1 kết thúc.
Lưu ý: Các đội tuyển in đậm trong nhóm thi đấu ở vòng 2 giành quyền lọt vào vòng 3.
| Vào thẳng vòng 3 | Thi đấu ở vòng 2 |
| --- | --- |
| - Bahrain (6) - Uzbekistan (7) - Kuwait (8) - CHDCND Triều Tiên (9) - Trung Quốc (10) - Jordan (11) - Iraq (12) - Liban (13) - Oman (14) - UAE (15) - Qatar (16) | - Syria (17) - Thái Lan (19) - Turkmenistan (20) - Tajikistan (21) - Indonesia (22) - Hồng Kông (23) - Yemen (24) - Singapore (29) |

## Tóm tắt
4 đội thắng sẽ giành quyền vào vòng 3.
| Đội 1     | TTS  | Đội 2        | Lượt đi | Lượt về |
| --------- | ---- | ------------ | ------- | ------- |
| Hồng Kông | 0–3  | Turkmenistan | 0–0     | 0–3     |
| Indonesia | 1–11 | Syria        | 1–4     | 0–7     |
| Singapore | 3–1  | Tajikistan   | 2–0     | 1–1     |
| Yemen     | 1–2  | Thái Lan     | 1–1     | 0–1     |

## Các trận đấu
| Hồng Kông | 0–0      | Turkmenistan |
| --------- | -------- | ------------ |
|           | Chi tiết |              |

| Turkmenistan                              | 3–0      | Hồng Kông |
| ----------------------------------------- | -------- | --------- |
| Nasyrov 42' · Bayramov 53' · Mirzoyev 80' | Chi tiết |           |

Turkmenistan thắng với tổng tỷ số 3–0 và giành quyền vào vòng 3.
| Indonesia | 1–4      | Syria                                               |
| --------- | -------- | --------------------------------------------------- |
| Budi 39'  | Chi tiết | Esmaeel 17' · Al Zeno 34' · Chaabo 43' · Rafe 90+3' |

| Syria                                                              | 7–0      | Indonesia |
| ------------------------------------------------------------------ | -------- | --------- |
| Chaabo 40', 44', 87' · Rafe 60', 72', 90' · Al Hussain 81' (ph.đ.) | Chi tiết |           |

Syria thắng với tổng tỷ số 11–1 và giành quyền vào vòng 3.
| Singapore      | 2–0      | Tajikistan |
| -------------- | -------- | ---------- |
| Đurić 23', 44' | Chi tiết |            |

| Tajikistan  | 1–1      | Singapore     |
| ----------- | -------- | ------------- |
| Ismailov 2' | Chi tiết | Alam Shah 25' |

Singapore thắng với tổng tỷ số 3–1 và giành quyền vào vòng 3.
| Yemen       | 1–1      | Thái Lan     |
| ----------- | -------- | ------------ |
| Al Nono 43' | Chi tiết | Sarayoot 35' |

| Thái Lan     | 1–0      | Yemen |
| ------------ | -------- | ----- |
| Sarayoot 16' | Chi tiết |       |

Thái Lan thắng với tổng tỷ số 2–1 và giành quyền vào vòng 3.

## Cầu thủ ghi bàn
Đã có 22 bàn thắng ghi được trong 8 trận đấu, trung bình 2.75 bàn thắng mỗi trận đấu.
4 bàn thắng
- Zyad Chaabo
- Raja Rafe

2 bàn thắng
- Aleksandar Đurić
- Sarayoot Chaikamdee

1 bàn thắng
- Budi Sudarsono
- Noh Alam Shah
- Feras Esmaeel
- Mohamed Al Zeno
- Jehad Al Hussain
- Jamshed Ismailov
- Mekan Nasyrow
- Wladimir Baýramow
- Arif Mirzoyev
- Ali Al Nono